# Lillasjön (Rydaholms socken, Småland)
Lillasjön är en sjö i Värnamo kommun i Småland och ingår i Helge ås huvudavrinningsområde. Sjön har en area på 0,119 kvadratkilometer och ligger 199,4 meter över havet. Sjön avvattnas av vattendraget Ljungabäcken.

## Delavrinningsområde
Lillasjön ingår i det delavrinningsområde (631501-140325) som SMHI kallar för Utloppet av Fyllesjön. Medelhöjden är 201 meter över havet och ytan är 14,09 kvadratkilometer. Det finns inga delavrinningsområden uppströms utan avrinningsområdet är högsta punkten. Ljungabäcken som avvattnar avrinningsområdet har biflödesordning 3, vilket innebär att vattnet flödar genom totalt 3 vattendrag innan det når havet efter 180 kilometer. Delavrinningsområdet består mestadels av skog (69 procent) och jordbruk (17 procent). Avrinningsområdet har 0,43 kvadratkilometer vattenytor vilket ger det en sjöprocent på 3,1 procent.